# Введено-Готнянское сельское поселение
Введе́но-Го́тнянское се́льское поселе́ние — муниципальное образование Ракитянского района Белгородской области.
Административный центр — село Введенская Готня.
Введено-Готнянское сельское поселение образовано 20 декабря 2004 года в соответствии с Законом Белгородской области № 159.

## История
Введено-Готнянский сельский Совет рабочих, крестьянских и красноармейских депутатов (РК и КД) стал действовать ориентировочно в 1919 году. Он являлся исполнительным и распорядительным органом власти на селе. (Первые Советы РК и КД начали организовываться согласно постановлению СНК от 24 декабря 1917 года).
Постановлением ВЦИК от 27 апреля 1923 года было утверждено новое административно-территориальное деление уездов и волостей Курской губернии; Введено-Готнянский сельский Совет рабочих, крестьянских и красноармейских депутатов (село Введенская Готня) значится в Крюковской волости Грайворонского уезда Курской губернии, там же значится Ситнянский сельский Совет РК и КД (хутор Ситное), а Введенский сельский Совет (хутор Введенский) - в Ракитянской волости Грайворонского уезда Курской губернии.
Декретом ВЦИК от 12 мая 1924 года «Об административном делении Курской губернии» Грайворонский уезд упразднен, Ракитянская и Крюковская волости полностью вошла в состав Борисовского уезда. В результате Введено-Готнянский сельский Совет рабочих, крестьянских и красноармейских депутатов значится в Ракитянской волости Борисовского уезда Курской губернии. В 1924 году в связи с укрупнением сельских Советов в Введено-Готнянский сельский Совет влились Ситнянский и Введенский сельские Советы.
Декретом ВЦИК от 1 июня 1925 года Борисовский уезд переименован в Грайворонский, центр его переведен из сл. Борисовка в г. Грайворон. Введено-Готнянский сельский Совет рабочих, крестьянских и красноармейских депутатов значится в Ракитянской волости Грайворонского уезда Курской губернии.
В 1928 году упразднено старое административно-территориальное деление на губернии, уезды, волости, введено новое – на области, округа, районы. 14 мая 1928 года Постановлением ЦИК и СНК СССР на территории бывших губерний образована Центрально-Чернозёмная область (ЦЧО; центр – г. Воронеж), а 30 июля 1928 года утверждена сеть районов. Грайворонский уезд Курской губернии полностью вошел в Белгородский округ ЦЧО. С 30 июля 1928 года ведено-Готнянский сельский Совет РК и КД входит в состав Ракитянского района Белгородского округа Центрально-Чернозёмной области.
Согласно справочника «Населенные пункты ЦЧО» в 1932 году в Введено-Готнянском сельсовете числится шесть населенных пунктов с проживающим в них населением: с. Введенская Готня (2343 чел.), х. Введенский (210 чел.), х. Галушки (31 чел.), вс. Лисичка (29 чел.), вс. Ситное (208 чел.), вс. Смирново (248 чел.).
Постановлением Президиума ВЦИК РСФСР 13 июня 1934г. Центрально-Чернозёмная область упразднена, территория Введено-Готнянского сельского Совета рабочих, крестьянских и красноармейских депутатов вошла в состав Ракитянского района Курской области.
Конституцией 1936 года Советы РК и КД переименованы в Советы депутатов трудящихся. Введено-Готнянский сельский Совет депутатов трудящихся и его исполнительный комитет (орган власти) действовал до фашистской оккупации территории Ракитянского района 21 октября 1941 года.
По сохранившимся документам исполнительного комитета Ракитянского районного Совета депутатов трудящихся в 1939 году в Введено-Готнянском сельском Совете значатся следующие населенные пункты: село Введенская Готня, хутор Введенский, хутор Ситное, хутор Смирнов, поселок Лисички, хутор Галунки и лесная сторожка Дохново.
Введено-Готнянский сельский Совет депутатов трудящихся и его исполнительный комитет Ракитянского района Курской области возобновил свою деятельность в марте 1943 года после освобождения района от немецко-фашистских захватчиков.
По документам исполнительного комитета Ракитянского районного Совета депутатов трудящихся в 1945 году в Введено-Готнянском сельском Совете значатся следующие населенные пункты: Введенская Готня, Введенский, Ситное, Смирнов. Сведений о передаче, исчезновении населенных пунктов: Лисички (Лисичка), Галунки (Галушки) в архивных документах не имеется.
На основании Указа Президиума Верховного Совета СССР от 6 января 1954 года из Курской области была выделена Белгородская область, Введено-Готнянский сельский Совет и его исполнительный комитет вошли в состав Белгородской области.
На основании Указа Президиума Верховного Совета РСФСР от 16 июня 1954 года «Об объединении сельских Советов Белгородской области» Введено-Готнянский и Трефиловский сельские Советы депутатов трудящихся объединены в один Введено-Готнянский сельский Совет (центр с. Введенская Готня), а Солдатский и Лаптевский сельсоветы объединены в один Солдатский сельский Совет.
В 1955 году село Лаптевка из Солдатского сельского Совета было передано в Введено-Готнянский сельский Совет. В документах инспектуры госстатистики Ракитянского района на 1 января 1956 года имеются следующие сведения о населенных пунктах Введено-Готнянского сельского Совета с числом хозяйств и численностью населения в них: с. Введенская Готня (412,1220), х. Введенский (52,205), п. Смирнов (62,221), х. Ситное (44, 155), с. Лапевка (342, 1101), с. Трефиловка (360, 1018).
Согласно справочнику административно-территориального деления Белгородской области 1959 года на территории Введено-Готнянского сельского Совета имелось 6 населенных пунктов: с. Введенская Готня (центр), х. Введенский, с. Лаптевка, х.Ситное, х. Смирнов, с. Трефиловка.
Решением Белгородского облисполкома № 289 от 17 мая 1963 года Введено-Готнянский сельский Совет депутатов трудящихся переименован в Трефиловский сельский Совет депутатов трудящихся и его исполнительный комитет Ракитянского района Белгородской области с местонахождением в селе Трефиловка.
Согласно справочнику административно-территориального деления Белгородской области 1972 года на территории Трефиловского сельского Совета значится 6 населенных пунктов: с. Трефиловка (центр), с. Лаптевка, с. Введенская Готня, х. Введенский, х.Ситное, х. Смирнов.
С 7 октября 1977 года в соответствии с новой Конституцией Трефиловский сельский Совет депутатов трудящихся и его исполнительный комитет стал называться Трефиловский сельский Совет народных депутатов и его исполнительный комитет.
В связи с прекращением в декабре 1991 года деятельности исполнительных комитетов Советов народных депутатов 25 декабря на базе исполнительного комитета Трефиловского сельского Совета народных депутатов образована администрация Трефиловского сельсовета Ракитянского района Белгородской области.
На основании Указов Президента РФ от 21 сентября 1993 года «О порядке поэтапной конституционной реформы Российской Федерации» и от 9 октября 1993 года № 1617 «О реформе представительной власти и органов местного самоуправления в Российской Федерации» и по решению внеочередной сессии Трефиловского сельского Совета полномочия Трефиловского сельского Совета народных депутатов прекращены и с 15 октября 1993 года стала действовать Трефиловская сельская администрация Ракитянского района Белгородской области.
Трефиловская сельская администрация являлась исполнительным и распорядительным органом, подчинялась администрации Ракитянского района Белгородской области.
На основании постановления главы администрации Белгородской области от 28 октября 1994 года № 568 «Об образовании Тавровского, Колотиловского и Введено-Готнянского сельсоветов» образован Введено-Готнянский сельский Совет Ракитянского района с включением в его состав с. Введенская Готня, х. Смирнов, х. Ситное, х. Введенский Трефиловского сельсовета, а также на основании постановления главы администрации Ракитянского района от 16 ноября 1994 года № 372 «Об образовании Введено-Готнянской администрации» (из состава Трефиловской сельской администрации выделена Введено-Готнянская сельская администрация с местонахождением в селе Введенская Готня). С 1995 года Трефиловская сельская администрация и Ведено-Готнянская сельская администрация действуют самостоятельно.
Законом Белгородской области «О муниципальных образованиях в Белгородской области» от 21 июня 1996 г. №59 определены правовые вопросы образования, объединения, преобразования и упразднения муниципальных образований Белгородской области, установления и изменения их границ и наименований. В соответствие с Законом Белгородской области от 6 февраля 1997г. №105 «Об административно-территориальном устройстве Белгородской области» определено административное деление области; 6 февраля 1997 года Введено-Готнянский сельский Совет реорганизован в Введено-Готнянский сельский округ, в состав которого входят следующие населенные пункты: с.Введенская Готня, х.Смирнов, х.Ситное, х.Введенский; Введено-Готнянская сельская администрация соответственно – в администрацию Введено-Готнянского сельского округа.
Законом Белгородской области от 6 февраля 1997 г. № 105 «Об административно-территориальном устройстве Белгородской области» определено административное деление области; в муниципальном образовании Ракитянский район значится Введено-Готнянский сельский округ со следующими населенными пунктами: с. Введенская Готня, х. Введенский, х. Смирнов, х. Ситное, х. Зайчик.
По статистическим данным на 1 января 1998 года в Введено-Готнянском сельском округе имеется 5 населенных пунктов с числом хозяйств и численностью населения в них: с.Введенская Готня (211,448), х.Введенский(37,62), х.Смирнов (30,45), х.Ситное (28, 43); хутор Зайчик был передан Ракитянского поселковому округу.
Законом Белгородской области от 20 декабря 2004 года №159 «Об установлении границ муниципальных образований и наделении их статусом городского, сельского поселения, городского округа, муниципального района» установлены границы муниципальных образований с наделением их статусом городского, сельского поселения, городского округа и муниципального района». В составе муниципального образовании «Ракитянский район» образовано «…Введено-Готнянское сельское поселение, административным центром которого является село Введенская Готня, в границах которого находятся хутора Ситное, Смирнов, Введенский и граница которого с северной стороны проходит от урочища Зайчик по южной стороне Юго-восточной железной дороги; с восточной стороны проходит по северо-восточной стороне леса Дахнов, далее между автодорогой Томаровка – Красная Яруга и железной дорогой, затем по западной стороне урочища Ситное, огибает с востока и юга хутор Краснокрестьянский, проходит по западной границе хутора Ситное; с южной стороны проходит по границе муниципального образования «Ракитянский район» и муниципального образования «Борисовский район»; с западной стороны проходит по восточной стороне села Трефиловка, по реке Готня, по прибалочной лесополосе к урочищу Малые Изроги, проходит по
южной стороне урочища, далее идет по западной и северо-западной стороне полосы отвода железной дороги, по полезащитной лесополосе к урочищу Ближние Изроги, проходит по юго-восточной стороне указанного урочища к урочищу Зайчик…»
В Законе Белгородской области от 15 декабря 2008 года N 248 «Об административно-территориальном устройстве Белгородской области» установлен порядок административно-территориального устройства Белгородской области, виды административно-территориальных единиц, порядок изменения статуса населенных пунктов, расположенных на территории Белгородской области и сказано, что перечень муниципальных образований, находящихся в Белгородской области, их границы и статус определяются законом Белгородской области от 20 декабря 2004 года N 159 "Об установлении границ муниципальных образований и наделении их статусом городского, сельского поселения, городского округа, муниципального района".

## Население
| 2010 | 2011 | 2012 | 2013 | 2014 | 2015 | 2016 | 2017 | 2018 |
| ---- | ---- | ---- | ---- | ---- | ---- | ---- | ---- | ---- |
| 517  | ↗518 | ↘508 | ↗519 | ↗526 | ↗528 | ↘502 | ↘500 | ↘488 |
| 2019 | 2020 | 2021 |      |      |      |      |      |      |
| ↘484 | ↘481 | ↘451 |      |      |      |      |      |      |

## Состав сельского поселения
| № | Населённый пункт | Тип населённого пункта       | Население |
| - | ---------------- | ---------------------------- | --------- |
| 1 | Введенская Готня | село, административный центр | ↘431      |
| 2 | Введенский       | хутор                        | ↘31       |
| 3 | Ситное           | хутор                        | ↘29       |
| 4 | Смирнов          | хутор                        | ↘26       |